# Ляля-Титова
Ляля-Титова — село в Новолялинском городском округе Свердловской области России. Село расположено в смешанной зоне лесов и полей, преимущественно на открытой местности, в 24 километрах (по дороге в 54 километрах) к востоку-северо-востоку от города Новой Ляли, на левом берегу реки Ляли (правого притока реки Сосьвы), в устье реки Конды.

## Михаило-Архангельская церковь
В 1893 году была построена часовня, которая в 1902 году была перестроена в деревянную, однопрестольную церковь, которая была освящена во имя архангела Михаила после 1902 года. Церковь была закрыта в 1930-е годы, а в советское время была снесена.

## Население
| 2002 | 2010 | 2021 |
| ---- | ---- | ---- |
| 42   | ↘16  | ↘4   |